# Campionato mondiale cadetti di scherma 2018
Il Campionato mondiale cadetti di scherma del 2018 ("2018 World Cadets Fencing Championships") è stato organizzato dalla Federazione internazionale della scherma e si è svolto a Verona in Italia dal 1 al 10 aprile.
Nel fioretto, si sono aggiudicati i titoli del campionato mondiale lo statunitense Kenji Bravo, che ha battuto in finale lo statunitense Marcello Olivares, e la nipponica Yuka Ueno che ha avuto la meglio sulla statunitense May Tieu.
Nella spada l'italiano Davide Di Veroli ha battuto in finale il connazionale Filippo Armaleo, ottenendo il titolo mondiale cadetti maschile, mentre tra le donne l'Hongkonghese Kaylin Sin Yan Hsieh ha superato la statunitense Emily Vermeule.
Nella sciabola il rumeno Andrei Pastino prevale sul lo statunitense Robert Vidovszky, mentre la magiara Liza Pusztai ha battuto la messicana Natalia Botello.

## Podi

### Uomini
| Specialità  | Oro              | Argento           | Bronzo                           |
| Individuali |                  |                   |                                  |
| Fioretto    | Kenji Bravo      | Marcello Olivares | Maciej Bem Diego Cervantes       |
| Spada       | Davide Di Veroli | Filippo Armaleo   | Seiya Asami Simone Greco         |
| Sciabola    | Andrei Pastino   | Robert Vidovszky  | Krisztián Rabb Alonso Santamaria |

### Donne
| Specialità  | Oro                  | Argento         | Bronzo                            |
| Individuali |                      |                 |                                   |
| Fioretto    | Yuka Ueno            | May Tieu        | Delphine Devore Martina Favaretto |
| Spada       | Kaylin Sin Yan Hsieh | Emily Vermeule  | Taehee Lim Tamila Muridova        |
| Sciabola    | Liza Pusztai         | Natalia Botello | Alexis Anglade Alina Kliuchnikova |

## Medagliere
| Pos.   | Nazione       | Oro | Argento | Bronzo | Totale |
| ------ | ------------- | --- | ------- | ------ | ------ |
| 1      | Stati Uniti   | 1   | 4       | 2      | 7      |
| 2      | Italia        | 1   | 1       | 2      | 4      |
| 3      | Giappone      | 1   | 0       | 1      | 2      |
| 3      | Ungheria      | 1   | 0       | 1      | 2      |
| 5      | Hong Kong     | 1   | 0       | 0      | 1      |
| 5      | Romania       | 1   | 0       | 0      | 1      |
| 7      | Messico       | 0   | 1       | 1      | 2      |
| 8      | Russia        | 0   | 0       | 1      | 1      |
| 8      | Corea del Sud | 0   | 0       | 1      | 1      |
| 8      | Polonia       | 0   | 0       | 1      | 1      |
| 8      | Spagna        | 0   | 0       | 1      | 1      |
| 8      | Georgia       | 0   | 0       | 1      | 1      |
| Totale | Totale        | 6   | 6       | 12     | 24     |